# 9711 Želetava
9711 Želetava este un asteroid din centura principală de asteroizi.

## Descriere
9711 Želetava este un asteroid din centura principală de asteroizi. A fost descoperit pe 7 august 1972 la Zimmerwald de Paul Wild și Ivo Bauersima. Asteroidul prezintă o orbită caracterizată de o semiaxă mare de 2,98 ua, o excentricitate de 0,12 și o înclinație de 8,7° în raport cu ecliptica.